# Mushroom Records
Mushroom Records é uma gravadora australiana. Fundada por Michael Gudinski, em 1972. Após a sua venda em 1998, fundiu-se em Festival Mushroom Records. De 2005 a 2009, foi uma das gravadoras operadas pela Warner Bros. Records.

## Artistas
Em asterisco (*), não são mais contratados do selo.
- risk of electric shock
- Shihad
- O-Zone*
- Renée Geyer
- Gabriella Cilmi
- Katie Noonan
- Gyroscope
- Madder Lake
- Mackenzie Theory
- Skyhooks
- The Dingoes
- The Swingers
- Split Enz
- Chantoozies
- Jason Donovan
- Scandal'us*
- Paul Kelly
- Models
- The Saints
- Jenn Forbes
- Kylie Minogue
- Dannii Minogue (1990–2000)
- Indecent Obsession
- Garbage
- Yothu Yindi
- The Paradise Motel
- Jimmy Barnes
- Muse
- MEO 245
- Chain
- Peter André
- Frente
- Toni Pearen
- Nelly Furtado* (1999-2005/06)
- Jo Beth Taylor
- Kate Ceberano* (1991–2000)
- Neighbours* (1985-2000/01)
- Home & Away* (1988-2004/05)
- Ayers Rock
- Christie Allen (falecido)
- Billy Thorpe (falecido) & The Aztecs